# Plan Piloto
Plan Piloto ist eine Ortschaft und eine Parroquia rural („ländliches Kirchspiel“) im Kanton La Concordia der ecuadorianischen Provinz Santo Domingo de los Tsáchilas. Die Parroquia besitzt eine Fläche von 81,52 km². Die Einwohnerzahl in dem Areal lag im Jahr 2010 bei 2573.

## Lage
Die Parroquia Plan Piloto liegt im Tiefland westlich der Cordillera Occidental im Nordwesten der Provinz Santo Domingo de los Tsáchilas. Im Nordosten reicht das Verwaltungsgebiet bis zum Río Blanco. Der Río Mache, ein rechter Nebenfluss des Río Quinindé, durchquert den Südwesten der Parroquia in nordwestlicher Richtung. Der etwa 250 m hoch gelegene Hauptort Plan Piloto befindet sich am rechten Flussufer des Río Mache. Der Ort liegt 9 km südlich vom Kantonshauptort La Concordia. Die Fernstraße E20 (Santo Domingo de los Colorados–La Concordia) durchquert den Osten der Parroquia.
Die Parroquia Plan Piloto grenzt im Norden an die Parroquia La Concordia, im Osten an die Parroquia Valle Hermoso (Kanton Santo Domingo), im Süden an die Parroquia San Jacinto del Búa (Kanton Santo Domingo) sowie im Westen an die Parroquia La Villegas.

## Geschichte
Die Gründung der Parroquia Plan Piloto wurde am 1. November 2011 im Registro Oficial N° 568 bekannt gemacht und wirksam.